# Louis Waldenburg
Louis Waldenburg (Wieleń, 31 luglio 1837 – Berlino, 14 aprile 1881) è stato un medico tedesco.

## Biografia
Si laureò presso l'Università di Berlino (M.D. 1860). Dopo un corso di specializzazione a Heidelberg si stabilì a Berlino come uno specialista di malattie del torace e della gola. Dal 1864-1868 fu redattore con H. Rosenthal della Allgemeine Medizinische Central-Zeitung. Nel 1865 fu docente presso l'Università di Berlino, e dal 1868 fino alla sua morte curò la Berliner Klinische Wochenschrift. Nel 1871 fu nominato professore assistente, e nel 1877 professore del reparto medico, presso la Charité.
Alcune delle sue opere importanti: De Origine et Structura Membranarum, Quæ in Tuberculis Capsulisque Verminosis Involucrum Præbent, un saggio premiato dall l'Università di Berlino, 1859; Ueber Blutaustritt und Aneurysmenbildung, Durch Parasiten Bedingt, in Archiv für Anatomie und Physiologie, 1860; Ueber Structur und Ursprung der Wurmhaltigen Cysten, in Archiv für Pathologische Anatomie und Physiologie und für Klinische Medizin,1862; Lehrbuch der Respiratorischen Therapie, Berlin, 1864 (2d ed. 1872); Die Tuberkulose, die Lungenschwindsucht und Scrofulose, ib. 1869; e Die Pneumatische Behandlung der Respirations- und Circulations-Krankheiten, ib. 1875 (2 ed. 1880).

## Opere
- Handbuch der allgemeinen und speciellen Arzneiverordnungs-Lehre : mit besonderer Berücksichtigung der neuesten Arzneimittel und der neuesten Pharmacopoeen.
  - 7. Aufl. / der Arzneiverordnungslehre von Posner, Louis und Simon, Carl Ed. Berlin : Hirschwald, 1870. Digital edition dell'University and State Library Düsseldorf.
  - 8., neu umgearb. u. verm. Aufl., Berlin : Hirschwald, 1873 Digital edition dell'University and State Library Düsseldorf.